# Eparchia di Ėlista

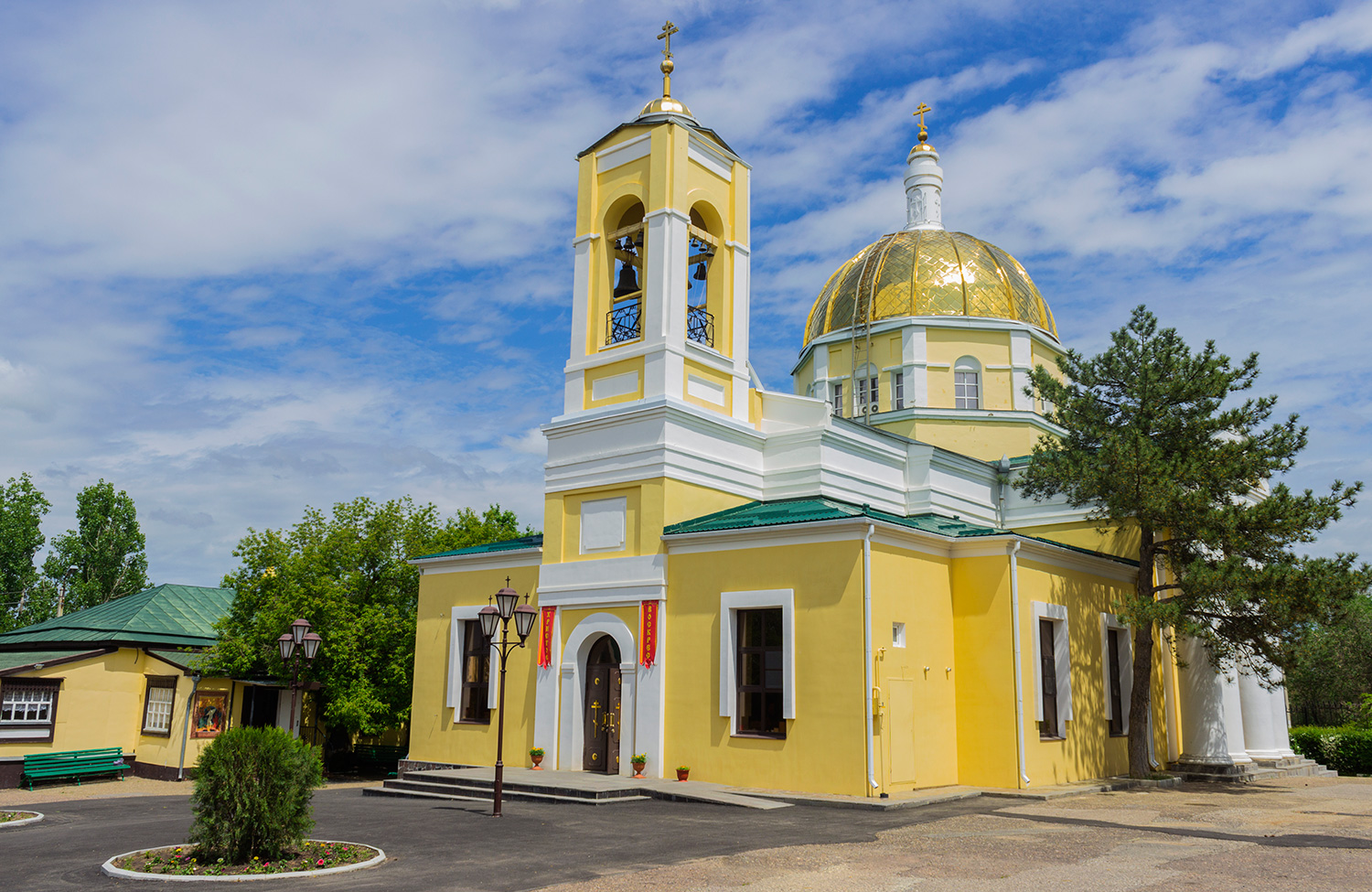
La cattedrale della Madonna di Kazan' di Ėlista.

L'eparchia di Ėlista (in russo Элистинская епархия?) è una diocesi della Chiesa ortodossa russa.

## Territorio
L'eparchia comprende la repubblica della Calmucchia nel circondario federale meridionale.
Sede eparchiale è la città di Ėlista, dove si trova la cattedrale della Madonna di Kazan', consacrata dal patriarca Alessio II il 7 giugno 1997.
L'eparca ha il titolo ufficiale di «eparca di Ėlista e Calmucchia».

## Storia
L'eparchia è stata eretta dal Santo Sinodo della Chiesa ortodossa russa il 7 ottobre 1995.